# دانيال ليونز
دانيال ليونز (بالإنجليزية: Daniel Lyons)‏ هو مجدف أمريكي، ولد في 8 مارس 1958 في Upper Darby Township, Pennsylvania ‏ في الولايات المتحدة.

## وصلات خارجية
- دانيال ليونز على موقع الاتحاد الدولي للتجديف (الإنجليزية)
- دانيال ليونز على موقع أوليمبيديا (الإنجليزية)